# حمى التوليب (فلم)
حمى التوليب (بالإنجليزية: Tulip Fever) هو فيلم درامي تاريخي صدر في 2017 من إخراج جاستن تشادويك وكتابة توم ستوبارد وهو مقتبس من رواية لديبورا موغاش. الفيلم من بطولة أليسيا فيكاندير ودان ديهان وجاك أوكونيل وزاك غاليفياناكيس وجودي دينش وكريستوف فالتز وهوليداي غراينغر وماثيو موريسون وأيضاً كارا ديليفين. القصة تدور في القرن السابع عشر عندما يقع رسام من أمستردام في حب امرأة متزوجة عندما يدعوه زوجها لرسمها.
بدأ تصوير الفيلم في صيف 2014، وتأجل عرضه عدة مرات قبل أن يصدر أخيراً في الولايات المتحدة بتاريخ 1 سبتمبر 2017 من قبل شركة وينشتاين. 

## القصة
تقع أحداث الفيلم في هولندا في القرن السابع عشر، وخلال فترة هوس الزنبق(التوليب)، يحكي الفيلم قصة الفنان (دان دهان) الذي يقع في حب امرأة شابة متزوجة (أليسيا فيكاندر) حين يكلف برسم صورة لها من قبل زوجها (كريستوف والتز). الإثنين يستثمران في سوق التوليب المحفوف بالمخاطر على أمل بناء مستقبل معاً.

## طاقم التمثيل
- أليسيا فيكاندير بدور صوفيا زاندفورت، زوجة كورنيليوس
- دان ديهان بدور جان فان لوس
- جاك أوكونيل بدور وليام
- زاك غاليفياناكيس بدور جيريت
- جودي دينش بدور القديسة أورسولا
- كريستوف فالتز بدور كورنيليس زاندفورت، زوج صوفيا
- هوليداي غراينغر بدور ماريا
- ماثيو موريسون بدور ماثيو
- كارا ديليفين بدور أنيجيا
- توم هولاندر  بدور الدكتور سورغ
- كريسيدا بوناس[الإنجليزية] بدور السيدة ستين
- كيفين ماكيد بدور يوهان دي واي
- ديفيد هاروود بدور بارتر

## روابط خارجية
- مقالات تستعمل روابط فنية بلا صلة مع ويكي بيانات

لا توجد روابط لمواقع التواصل الاجتماعي.